# Viaductstation

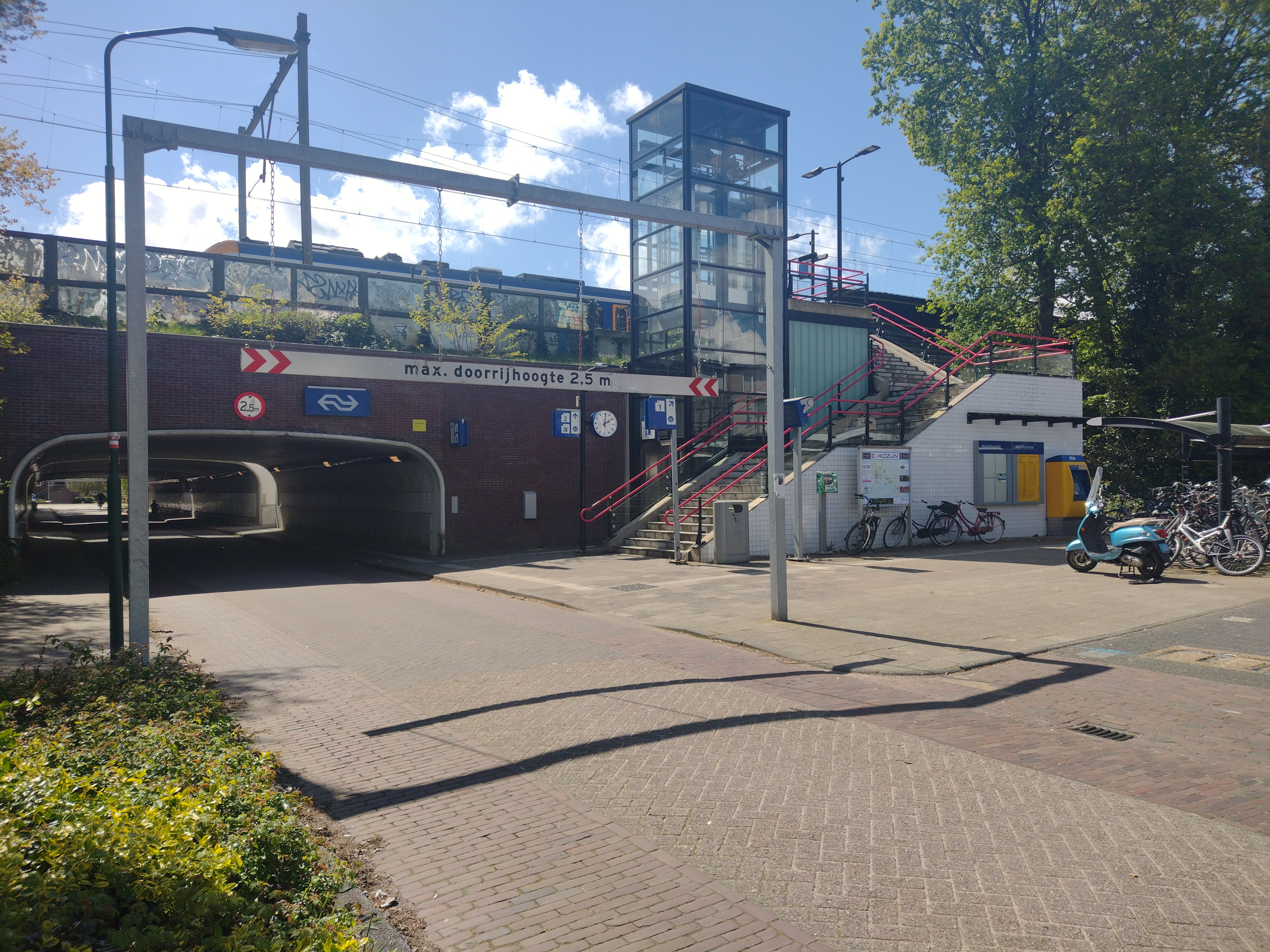
Maarn; halverwege het viaduct de trap naar het eilandperron, 2024

Een viaductstation is een metro- of spoorwegstation dat tevens de functie van viaduct heeft door de verhoogde ligging van de spoorbaan. Vaak is het dan gemakkelijk te bereiken vanuit doorgaande verkeersroutes. Een aparte voetgangerstunnel om de sporen over te steken is niet altijd nodig: passagiers gaan over een voetpad of door een traverse die tussen wegniveau en spoorniveau ligt.

## België
Enkele viaductstations anno 2024:
- Aalter
- Anderlecht
- Antwerpen-Berchem
- Antwerpen-Luchtbal
- Gent-Sint-Pieters
- Kwatrecht
- Landegem
- Liedekerke
- Melle
- Mechelen-Nekkerspoel
- Roeselare
- Sint-Niklaas

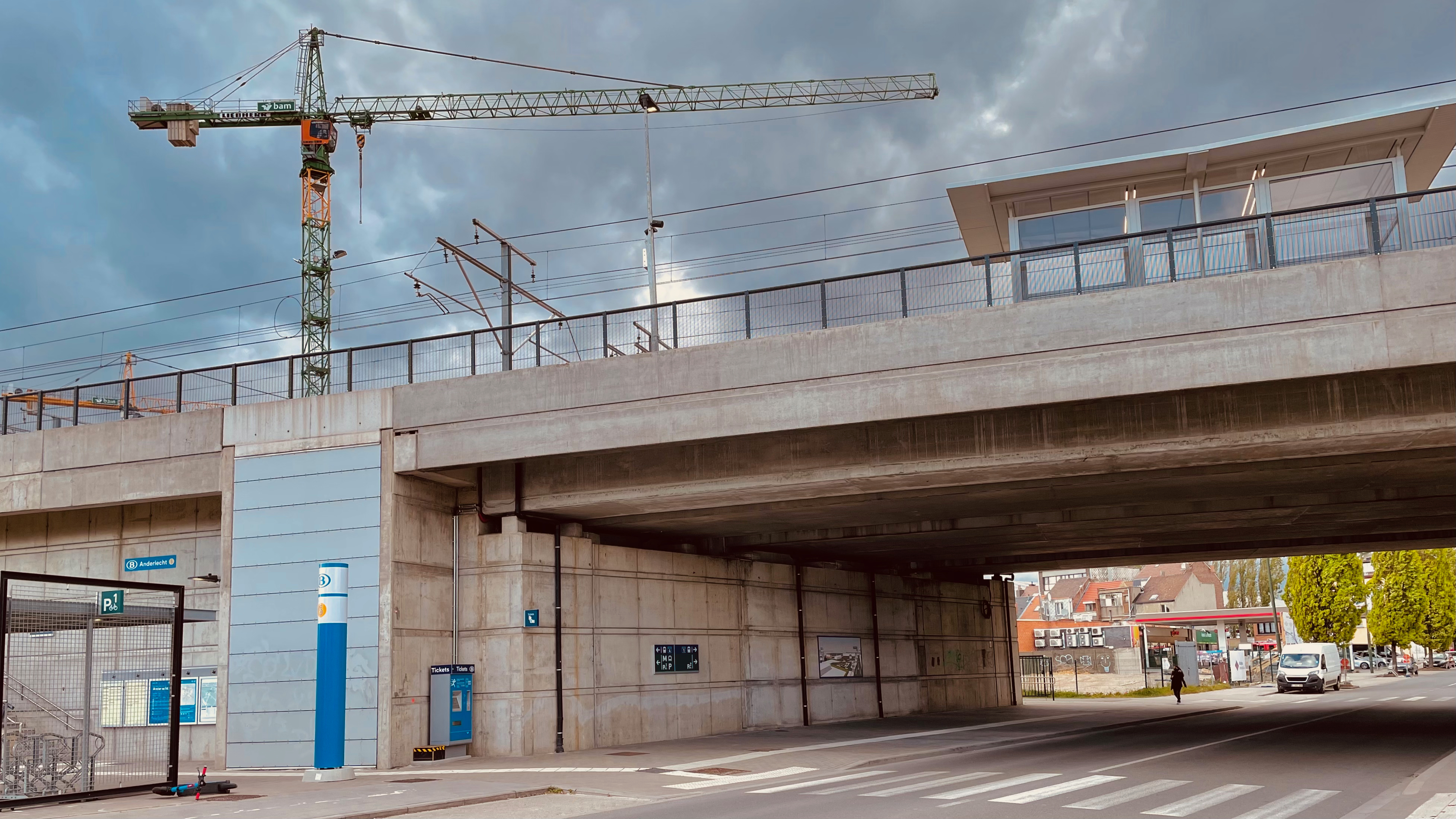
Anderlecht, 2021
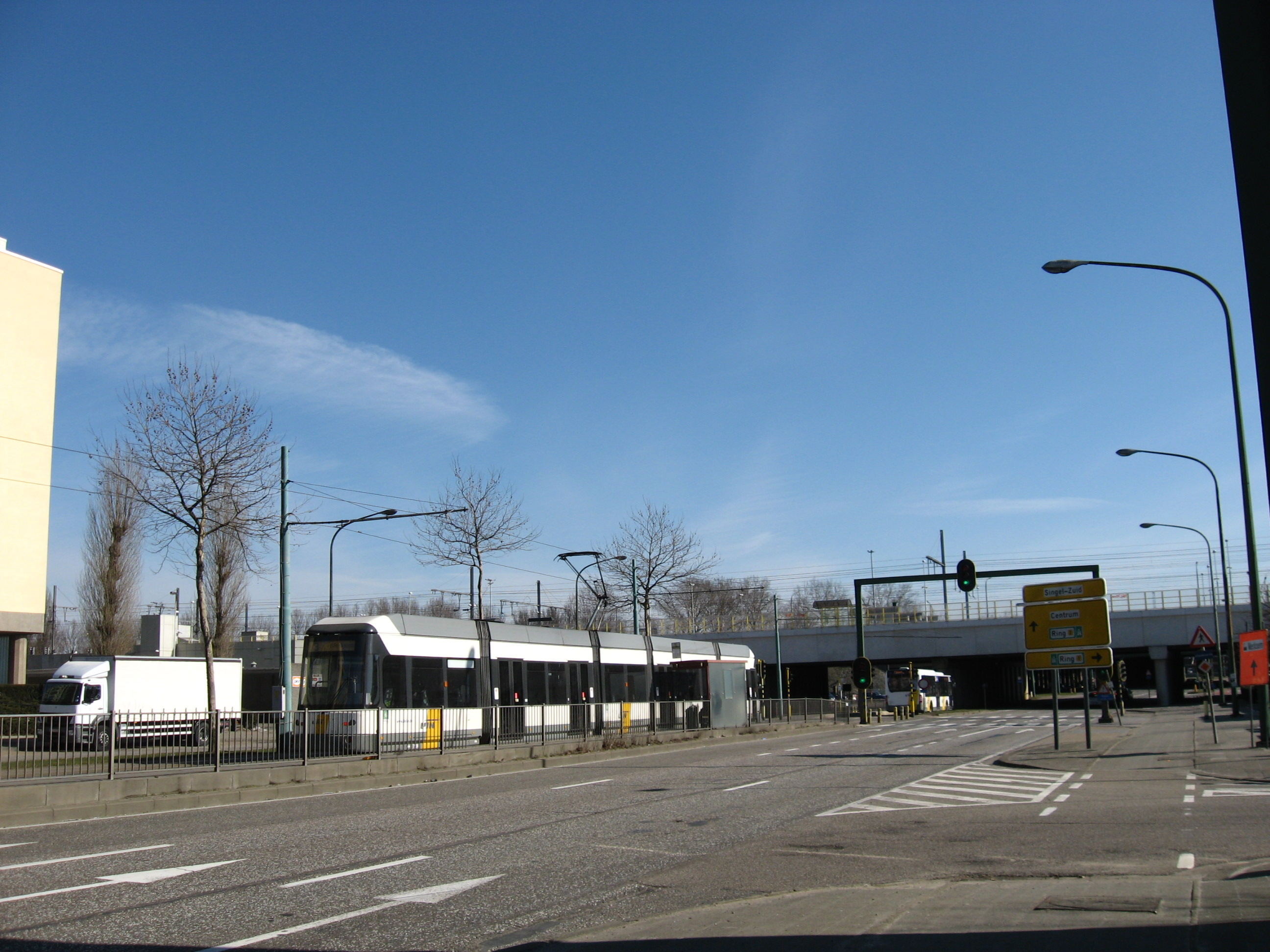
Antwerpen-Luchtbal waar tramlijn 6 onderdoor loopt, 2010
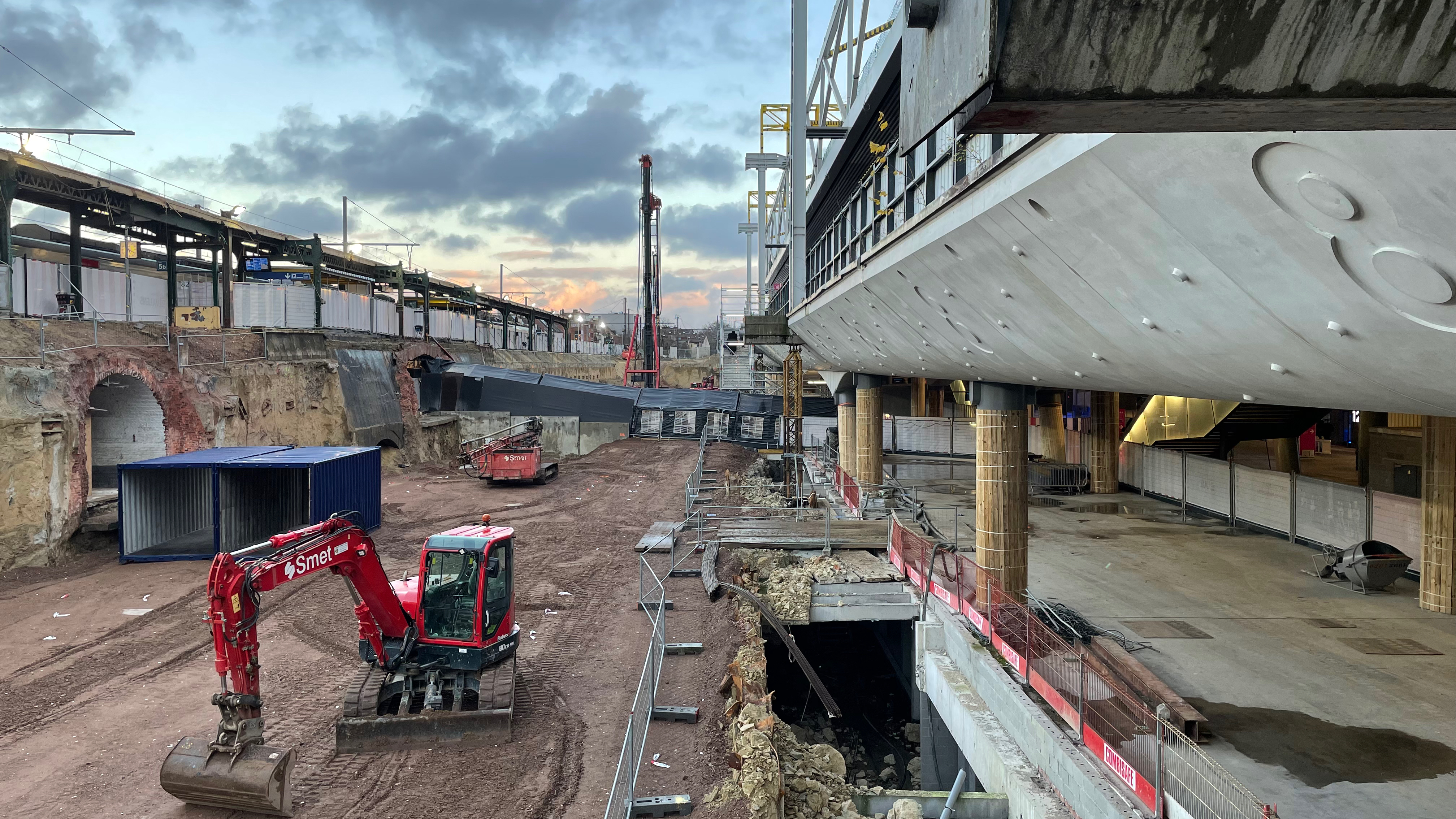
In Gent-Sint-Pieters werd een viaduct onder het station gelegd, 2022
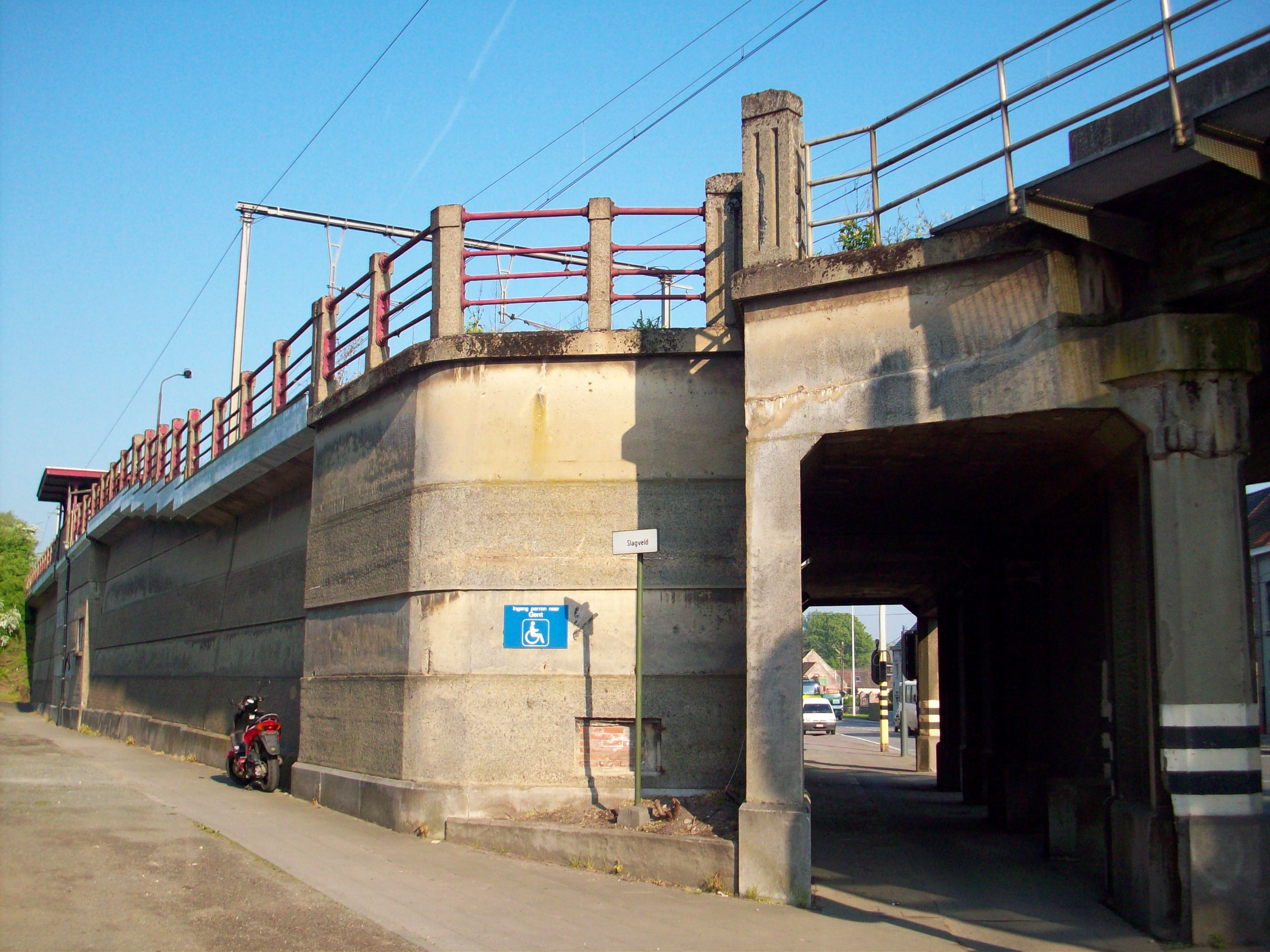
Kwatrecht, 2009

## Nederland
Station Rotterdam Beurs uit 1877, het latere station Blaak, was het eerste stalen viaductstation in Nederland. De stations Heemstede-Aerdenhout en Vlaardingen Oost werden vanaf de jaren 1950 gebouwd en zijn de eerste viaductstations in Nederland waarbij beton is toegepast. Aan het eind van de twintigste eeuw werd dit stationstype veel toegepast, zo werden in de jaren 1980 de stations in Almere als viaductstation gebouwd.
Enkele viaductstations anno 2024:
- Almere Buiten, tussen de viaducten van het Noordeindepad en het Achterom
- Almere Poort
- Amsterdam Bijlmer ArenA
- Arnhem Zuid
- Capelle Schollevaar
- Delfzijl West
- Diemen Zuid
- Driebergen-Zeist
- Dronten
- Duivendrecht (met twee niveaus)
- Eindhoven Strijp-S
- Groningen Noord
- Hoofddorp
- Houten; Houten Castellum
- Lelystad Centrum
- Maarn
- Nieuwerkerk a/d IJssel
- Nieuw Vennep
- Nijmegen Goffert; Lent
- Rotterdam Noord
- Utrecht Leidsche Rijn
- Vlaardingen Oost
- Voorburg
- Voorschoten
- Voorweg hoog
- Vleuten
- Zaltbommel, aan de Van Heemstraweg, met een aparte voetgangerstraverse

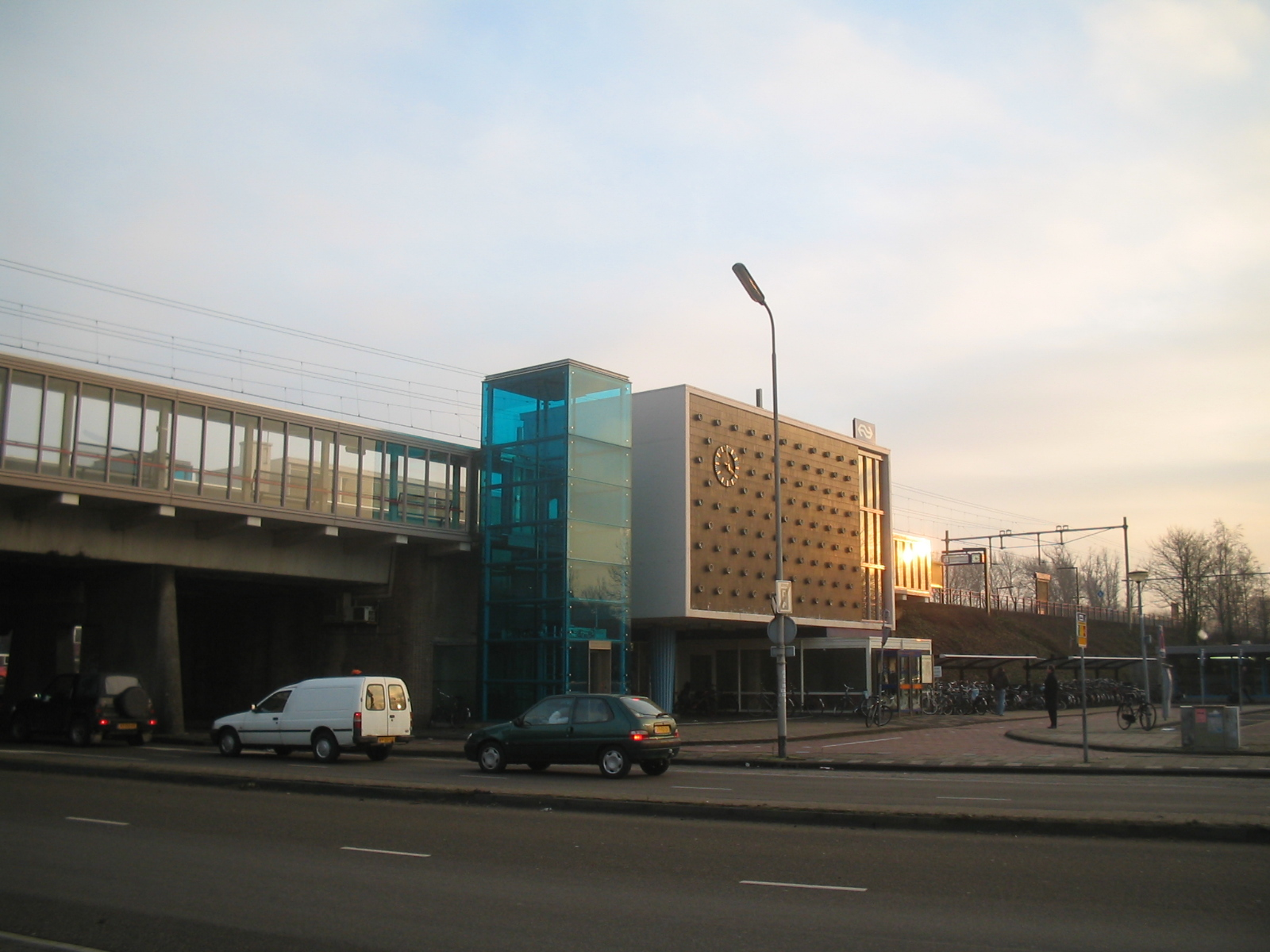
Heemstede-Aerdenhout, 2006
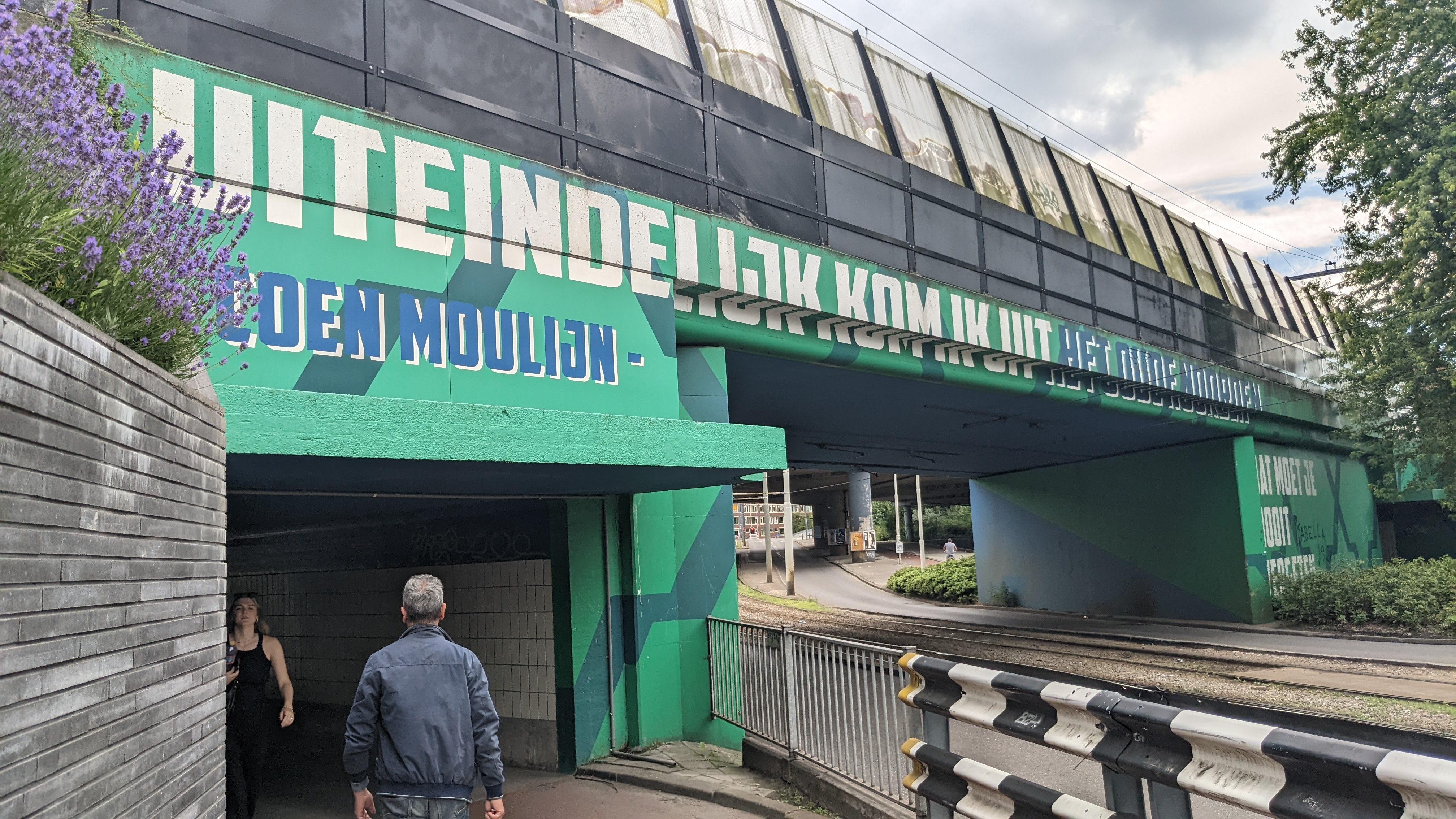
Rotterdam Noord, 2022
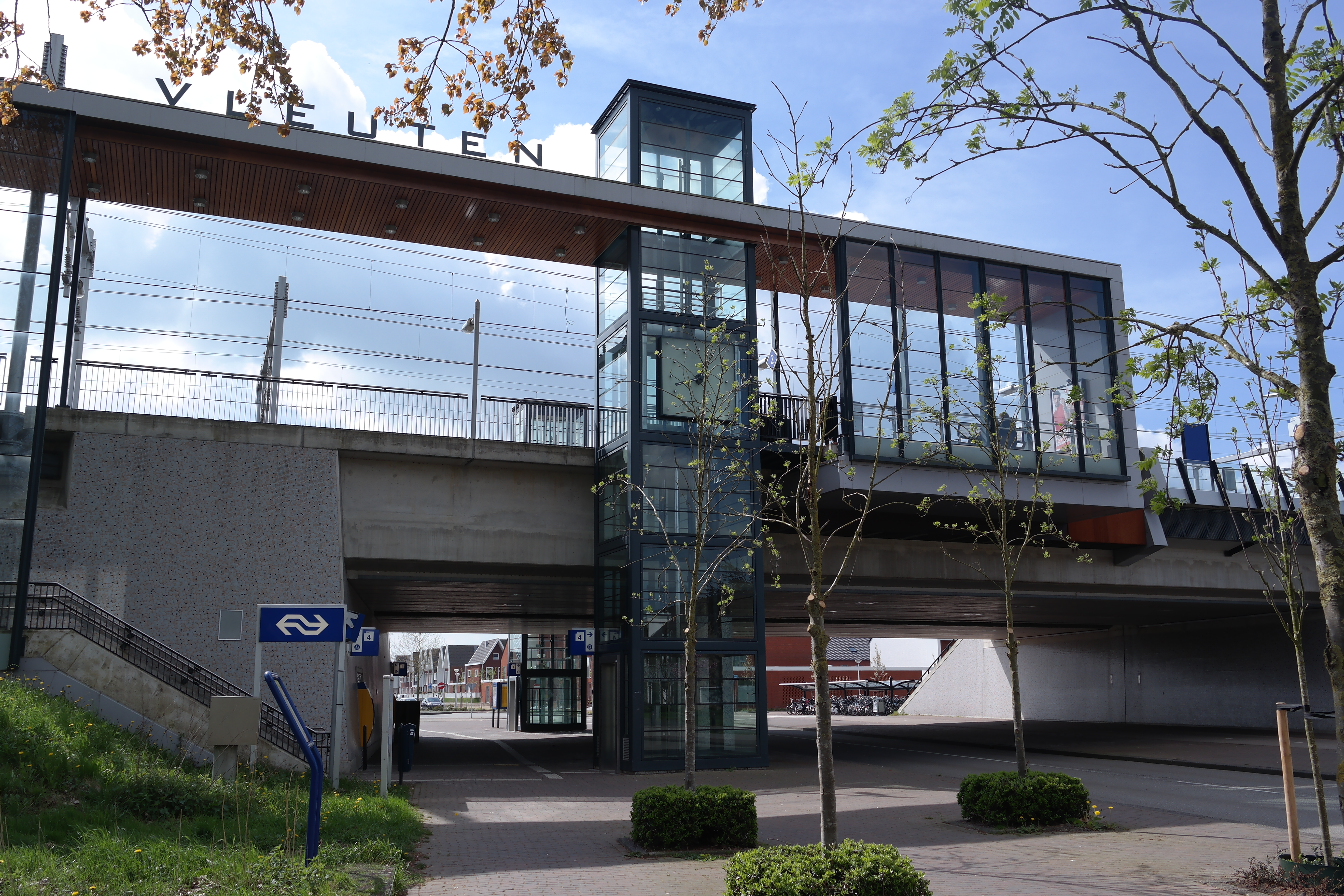
Vleuten, 2017

## Verenigd Koninkrijk
- Brondesbury, London Overground, 2012
- Kilburn, London Underground

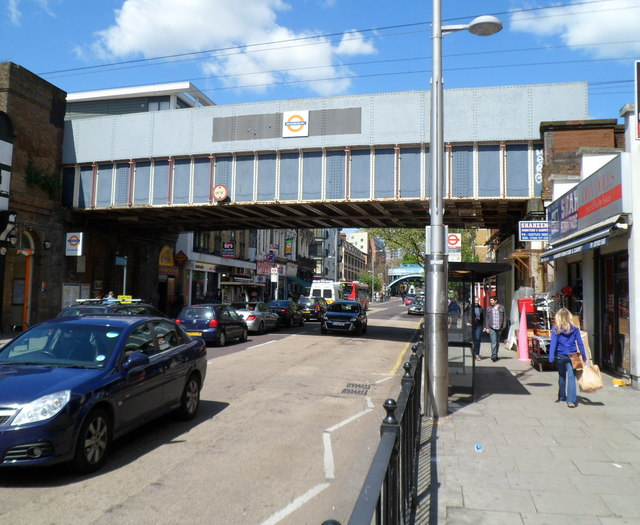
Brondesbury – De openstaande poort links is een ingang
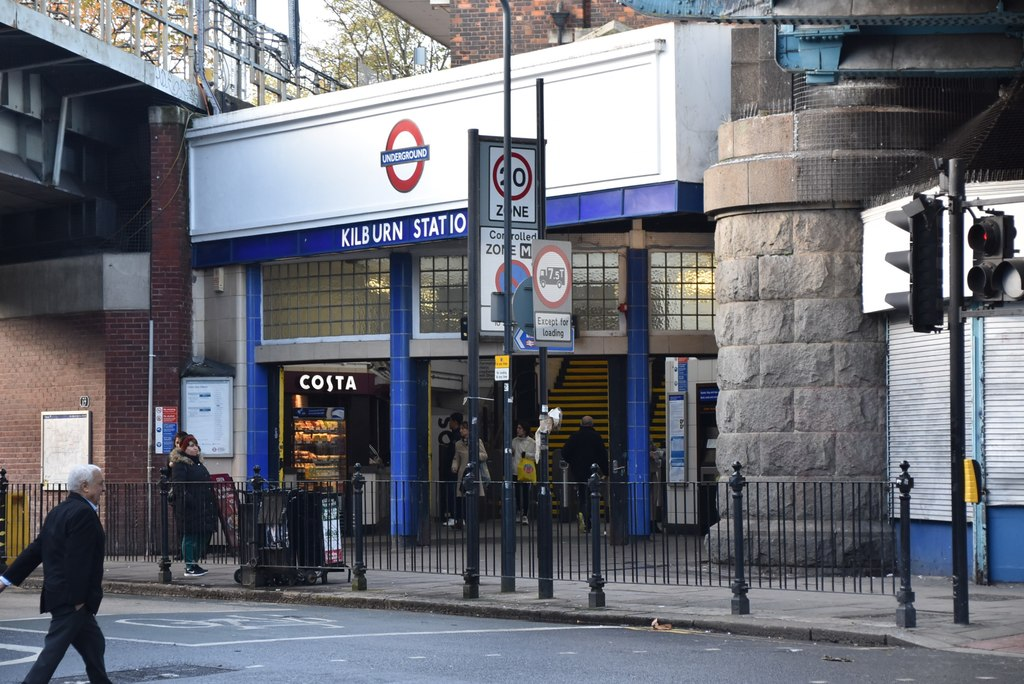
Kilburn, 2019